# Åke Gustafsson
Carl Åke Torsten Gustafsson (* 8. April 1908 in Stockholm; † 14. November 1988 in Lund) war ein schwedischer Botaniker und Genetiker. Sein offizielles botanisches Autorenkürzel lautet Å.Gust.
Gustafsson studierte in Lund und wurde dort 1935 mit einer Dissertation über Parthenogenese promoviert. Ab 1947 war er Abteilungsleiter und 1962 bis 1968 Professor am schwedischen staatlichen forstwissenschaftlichen Institut (Statens Skogsforskningsinstitut) und ab 1968 Professor für Genetik in Lund.
Er war bekannt für Mutations-Züchtung von höheren Pflanzen (unter Verwendung von Röntgen- und Gammastrahlung), wobei er sich besonders mit Gerste befasste. Er hatte damit großen Einfluss auf die Pflanzenzüchtung in Schweden. Er war ein entschiedener Gegner des Lyssenkoismus in Schweden.
1949 wurde er Mitglied der königlich-schwedischen Akademie für Landwirtschaft, 1951 der Physiographischen Gesellschaft in Lund, 1960 der Leopoldina, 1966 der Königlich Schwedischen Akademie der Wissenschaften und 1967 der National Academy of Sciences.
1959 erhielt er die Darwin-Plakette.
Er war auch Essayist und Lyriker. 1932 heiratete er Madeleine Berggren.